# Sag es niemandem

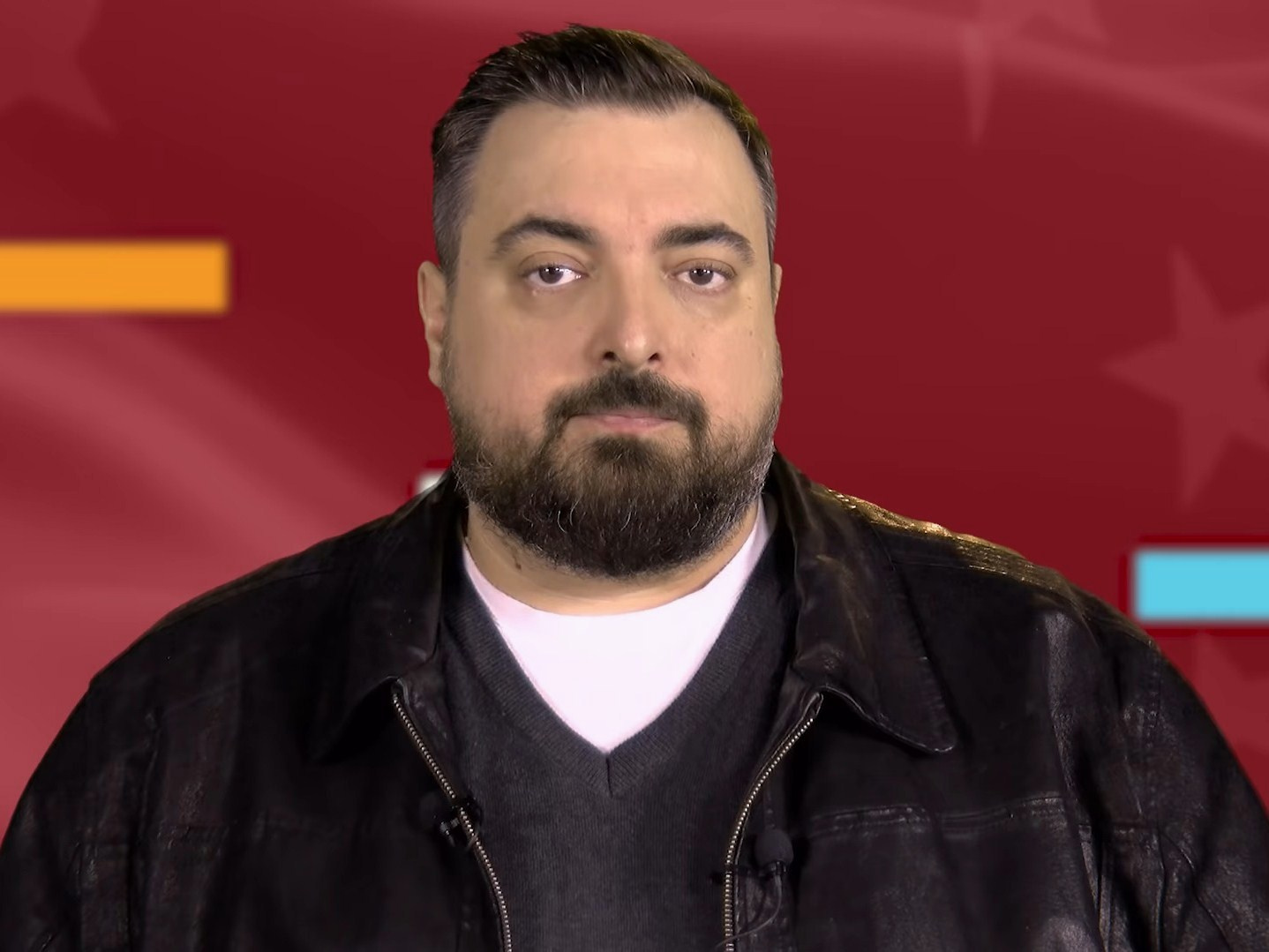
Der Regisseur Tomasz Sekielski, 2019

Sag es niemandem (polnischer Titel: Tylko nie mów nikomu) ist ein polnischer Dokumentarfilm über Kindesmissbrauch in der Katholischen Kirche in Polen aus dem Jahr 2019. Die unter der Regie von Tomasz Sekielski entstandene Produktion wurde am 11. Mai 2019 veröffentlicht.

## Inhalt
Der Film dokumentiert zahlreiche Fälle von sexueller Gewalt katholischer Priester an Minderjährigen in Polen. Teilweise wurden das gezeigte Material mit versteckter Kamera gefilmt, die betroffenen mutmaßlichen Täter wurden aber unkenntlich gemacht.
Der Film präsentiert Behauptungen über pädophile sexuelle Gewalt, die von Mitgliedern des polnischen Klerus begangen wurde, von denen einige seit Jahrzehnten bekannt und andere neu sind. So veröffentlicht er erstmals Anschuldigungen gegen den Beichtvater von Lech Wałęsa und gegen den Priester, der den Bau der Basilika Unserer Lieben Frau von Licheń initiiert hat.

## Produktion
Der 121-minütige Film wurde als unabhängige Produktion von Tomasz und Marek Sekielski hergestellt. Er wurde vollständig mittels Crowdfunding (internetbasierte Spendenaktion) finanziert. Der erste der Brüder schrieb das Drehbuch und wirkte als Regisseur, der zweite als Produzent. Dariusz Mandes war Redakteur; Adam Galica, Wojciech Jakubczak und Piotr Susin waren für die Videografie verantwortlich.

## Rezeption
Nachdem der Film am 11. Mai 2019 auf Youtube veröffentlicht wurde, sahen ihn in den ersten 5,5 Stunden über eine Million Zuschauer. Dies stellt einen neuen Rekord für polnische Dokumentationen auf YouTube dar. Innerhalb der ersten Woche wurde der Film über 20 Millionen Mal angeklickt. Die Resonanz erhöhte die Erschütterung durch den Kinofilm Klerus über die Sünden der Kirche noch einmal, der im vergangenen Winter fünf Millionen Zuschauer hatte.
Aufgrund der hohen Rezeption der Dokumentation begannen die Autoren Gespräche mit Netflix, um über den internationalen Vertrieb zu verhandeln. Auch eine Fortsetzung des Films wurde angekündigt.

## Reaktionen
Während Vertreter der katholischen Kirche zurückhaltend reagieren, sehen Politiker der Regierungspartei PiS den Film als Angriff auf die Kirche und Polen.
Die katholische Polnische Bischofskonferenz begrüßte den Film und entschuldigte sich für den Kindesmissbrauch.
Zwei der im Film gezeigten Priester gaben ihre Aufgaben ab beziehungsweise wurden davon entbunden.
Der Direktor des Statistischen Instituts der katholischen Kirche legte für die Jahre 1999 bis 2018 einige Daten offen. Danach seien 382 Fälle bekannt, davon 198 sexuelle Übergriffe auf Jugendliche unter 15 Jahren. Die Vergehen seien von 74 Ordens- und 41 Diözesanpriestern verübt worden. Etwa 95 Prozent der Fälle wären kanonisch untersucht worden, wohingegen 5,2 Prozent (20 Fälle) überhaupt nicht untersucht wurden. Von den beschuldigten Priestern erhielten 40 Prozent eine Strafe nach dem Kirchenrecht, wobei etwa ein Viertel sein Priesteramt verlor. Bei 13 Prozent der Missbrauchsfällen kam es zu keinem abschließenden Urteil. Etwa 28 der beschuldigen Priester wurden kirchlich freigesprochen.